# Otaslavice
Obec Otaslavice se nachází v okrese Prostějov v Olomouckém kraji. V obci je evidováno 592 adres. Žije zde přibližně 1 300 obyvatel.

## Historie

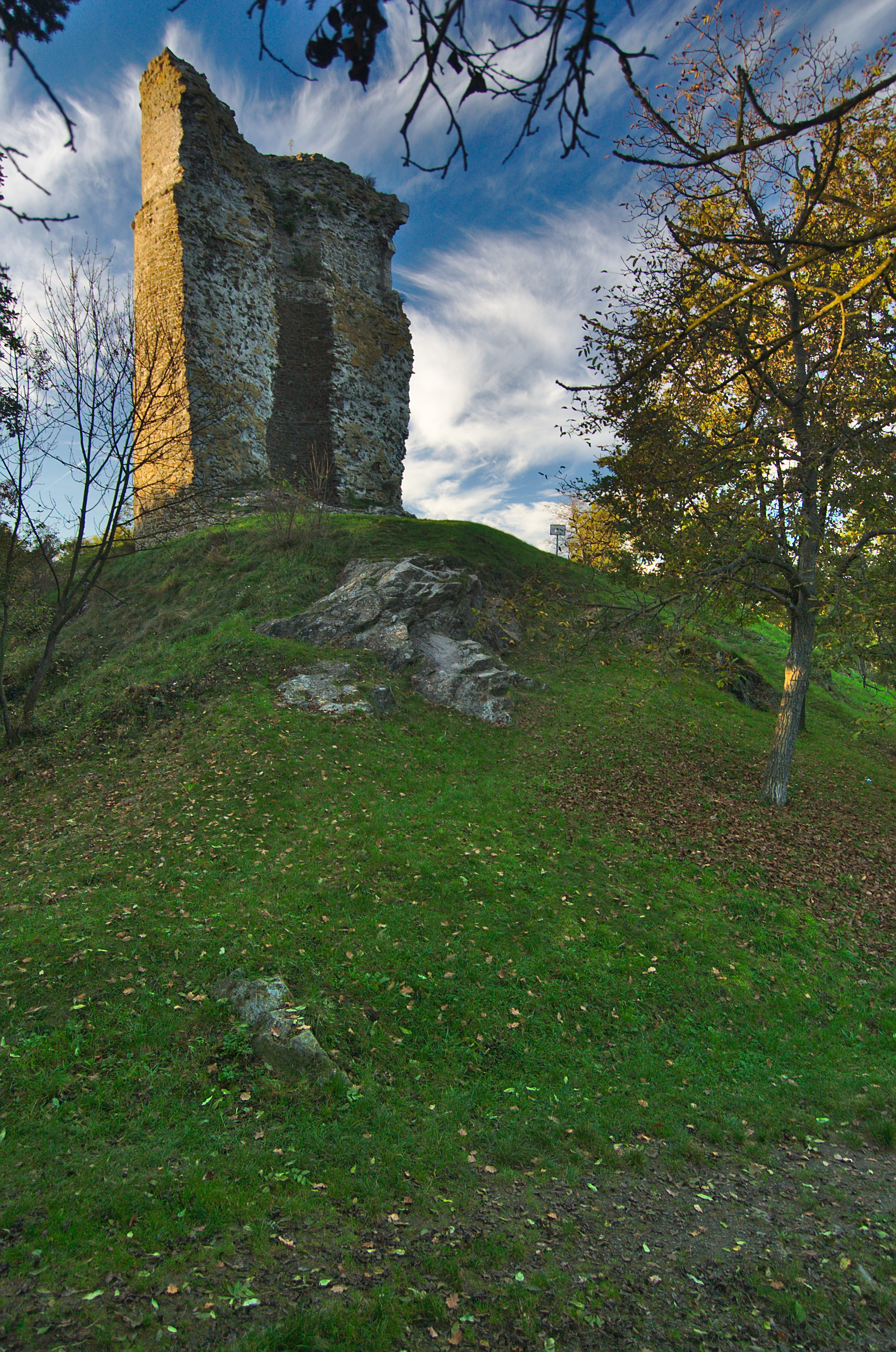
Zříceniny hradu

První písemná zmínka o obci pochází z roku 1279, kdy jsou zmiňováni bratři Mikuláš, Vilém a Přešek z Otaslavic. Před rokem 1330 se statek Otaslavice rozdělil na Horní Otaslavice (jižní část obce), náležející brodeckému a Dolní Otaslavice (severní část obce). V obou částech stály hrady, rozbořené v letech 1423–1424 za husitských válek. Nejspíše za panování Hynka Posadovského z Posadova byly Dolní Otaslavice povýšeny na městečko. V roce 1591 se jejich držiteli stali bratři Jan, Jiří, Matyáš, Václav, Michal a Jindřich Žalkovští z Žalkovic na Brodku, čímž došlo ke splynutí tohoto dílu s brodeckým.
Horní a Dolní Otaslavice byly samostatnými obcemi až do roku 1950, kdy došlo k jejich sloučení. Území sloučené obce bylo dotčeno vznikem vojenského újezdu Březina, do něhož byly začleněny rozsáhlé lesy v západní části území obce a to lesy v obou otaslavických katastrech, čímž se obec výrazně zmenšila. Ztracené pozemky se v rámci vojenského újezdu Březina staly součástí nově vytvořených k. ú. Pulkava a Kotáry. Malá část katastru byla v souvislosti se vznikem vojenského újezdu překatastrována ke k. ú. Kobylničky a nepatrná část ke k. ú. Myslejovice. Na bývalé západní hranici obce byla později vybudována Myslejovická nádrž.
K 25. srpnu 2011 došlo ke sloučení Horních a Dolních Otaslavic v jednotné katastrální území Otaslavice a k 1. lednu 2016 došlo k výraznému rozšíření území obce o nově vytvořené katastrální území Chaloupky u Otaslavic (vyčleněno k 3. březnu 2014 z k. ú. Pulkava) o rozloze 6,295686 km². Převážná část pozemků tohoto katastru patřila před vznikem vojenského újezdu Březina ke katastrálním územím Dolní a Horní Otaslavice, nepatrná část náležela dříve ke katastru sousední obce Myslejovice a malá okrajová západní část náležela dříve ke katastru obce Podivice. Některé dříve otaslavické pozemky i nadále zůstávají součástí vojenského újezdu – jedná se o půdu na východním okraji k. ú. Pulkava, včetně části plochy Myslejovické nádrže. Další dříve otaslavické pozemky byly k 26. listopadu 2013 začleněny do nově vytvořeného k. ú. Cihelny u Podivic, které se k 1. lednu 2016 stala součástí obce Podivice. K 24. červenci 2019 bylo katastrální území Chaloupky u Otaslavic zrušeno a prostor byl začleněn do otaslavického katastru.

## Znak a prapor
Rozhodnutím předsedy poslanecké sněmovny ze dne 9. prosince 1996 byl obci udělen znak, na němž v červeném štítě jsou dvě zkřížené otky, provázené nahoře stříbrnou růží a po stranách dvěma zlatými hvězdami. Současně získala obec prapor, jehož popis zní: šikmo dělený list, horní žerďová část červená, dolní vlající část se čtyřmi šikmými pruhy, žlutým, červeným, bílým a červeným v poměru 2:1:2:1.

## Obyvatelstvo

### Struktura
Vývoj počtu obyvatel za celou obec i za jeho jednotlivé části uvádí tabulka níže, ve které se zobrazuje i příslušnost jednotlivých částí k obci či následné odtržení.
| Místní části   | Místní části    | 1869 | 1880 | 1890 | 1900 | 1910 | 1921 | 1930 | 1950 | 1961 | 1970 | 1980 | 1991 | 2001 | 2011 |
| -------------- | --------------- | ---- | ---- | ---- | ---- | ---- | ---- | ---- | ---- | ---- | ---- | ---- | ---- | ---- | ---- |
| Počet obyvatel | část Otaslavice | 1293 | 1437 | 1436 | 1633 | 1747 | 1720 | 1747 | 1693 | 1715 | 1586 | 1450 | 1264 | 1260 | 1286 |
| Počet domů     | část Otaslavice | 214  | 277  | 279  | 294  | 316  | 325  | 369  | 413  | 451  | 449  | 437  | 491  | 508  | 517  |

## Obecní správa
V letech 1961–1992 k obci patřil Vincencov.

## Slavní rodáci
- Josef František (7. říjen 1914 – 8. říjen 1940), český pilot 303. stíhací perutě RAF, letecké eso bitvy o Británii ve druhé světové válce. V obci je po něm pojmenována základní škola[10] a sídlí i muzeum věnované jeho životu.[11] Člen tzv. Českého čtyřlístku spolu s Josefem Balejkou, Matějem Pavlovičem a Wilhelmem Kosarzem-Vilémem Košařem.[12] [13]
- Alois Konečný (23. února 1858 – 19. září 1923), československý politik a meziválečný poslanec Revolučního národního shromáždění za Československou socialistickou stranu. Později se také stal senátorem Národního shromáždění Československé republiky.[14]

## Pamětihodnosti
- Horní a Dolní hrad – dva hrady s viditelnými pozůstatky znaku pánů z Kunštátu, nacházející se v těsné blízkosti obce na skalním ostrohu nad říčkou Otaslávkou (Brodečkou). Zbytky Horního hradu byly téměř zcela pohlceny v zástavbě místní části „Sýpky“, z Dolního hradu je zachována polovina válcové věže (bergfritu) pocházející ze 13. století. První zmínka o hradu pochází z roku 1353.
- Kopaninky – pravěké hradisko nad levým břehem Otaslávky (Brodečky).
- Bažantnice – v současnosti již zaniklá, přeměněna na zemědělskou usedlost.
- Pseudogotický kostel sv. Archanděla Michaela.
- Kryté barokní schodiště ke kostelu zvané Pavláčka a starobylá renesanční fara.

## Přírodní poměry
Obcí protéká potok Brodečka.
Přírodní památkou Otaslavice – kostel a zároveň evropsky významnou lokalitou je letní kolonie netopýra velkého (Myotis myotis) v prostoru římskokatolického kostela sv. Archanděla Michaela na okraji obce.
Na západ od obce se rozprostírají lesy vojenského újezdu Březina.
Jihozápadně od obce se rozprostírá přírodní památka Pod Obrovou nohou.

## Fotogalerie

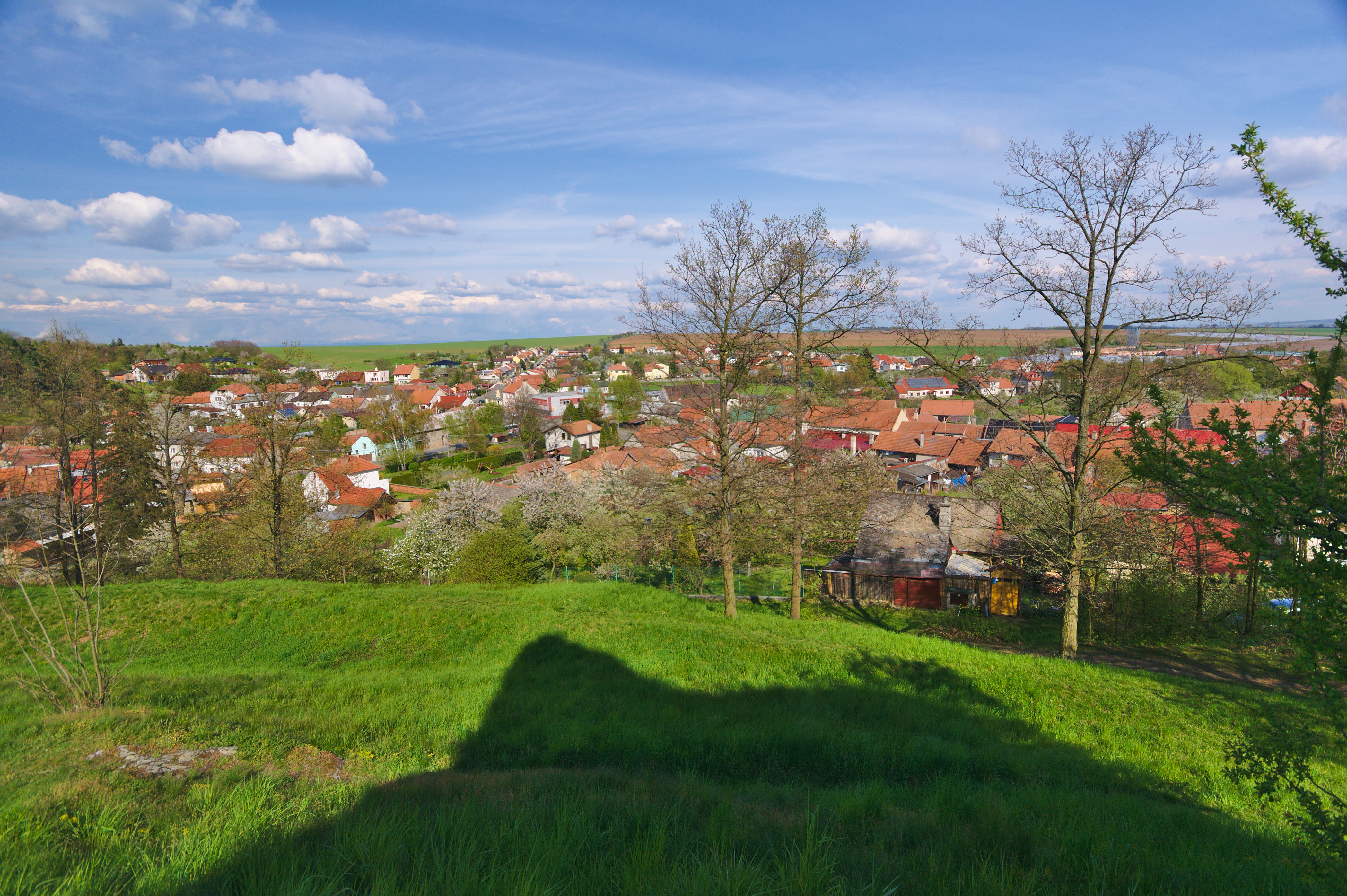
Pohled do vesnice od hradu
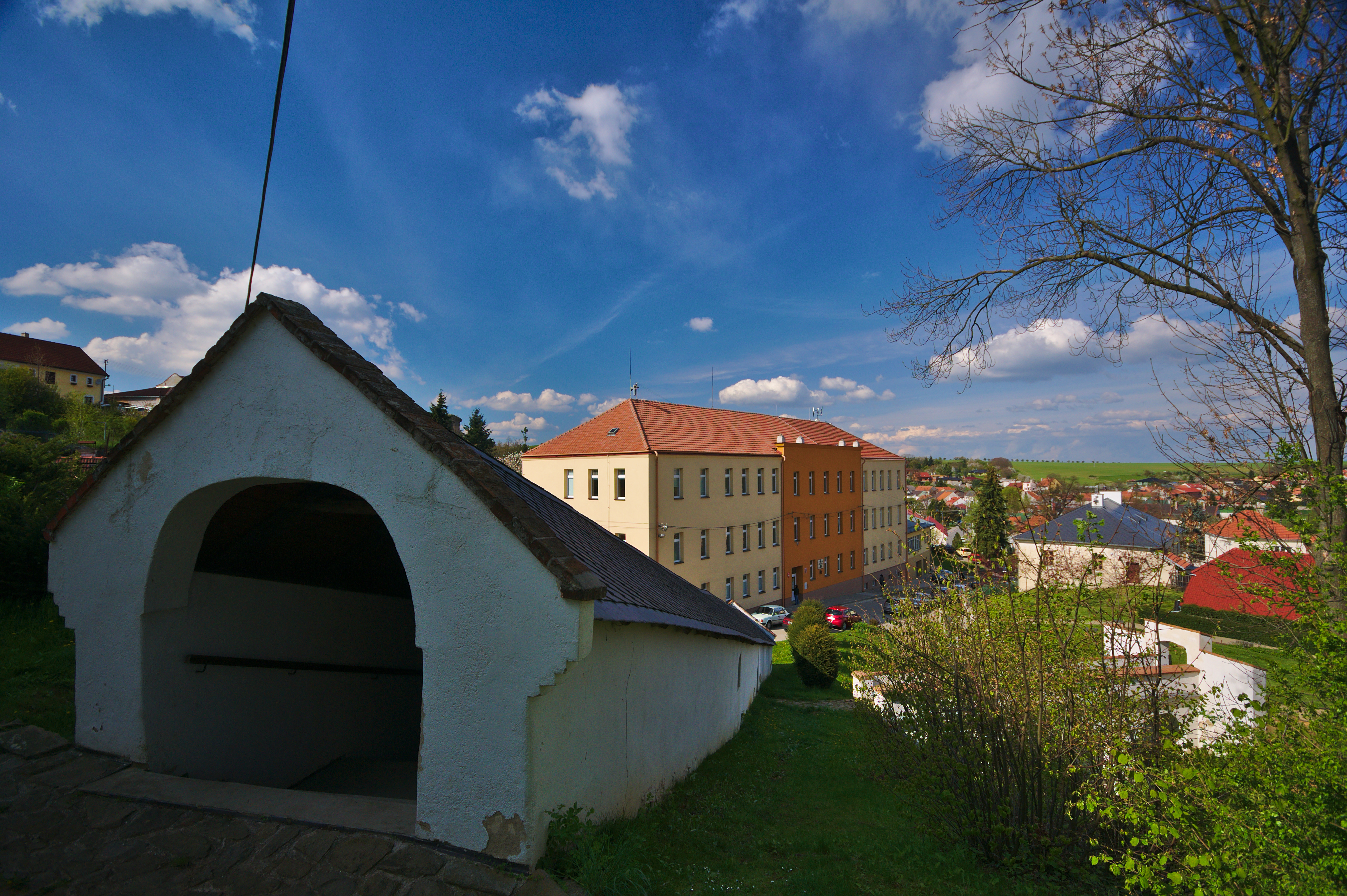
Kryté schodiště od kostela, za ním škola
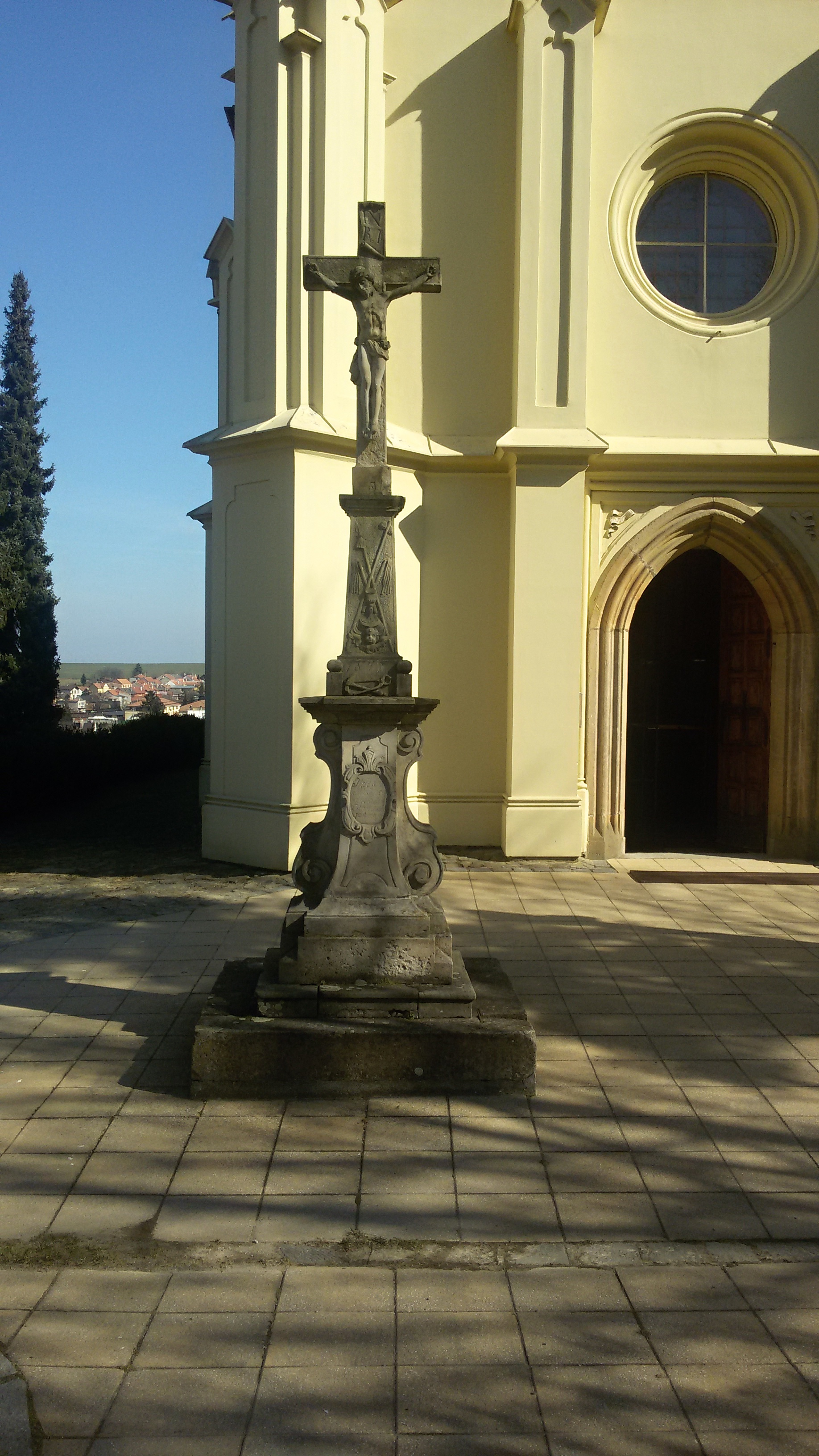
Kříž před kostelem
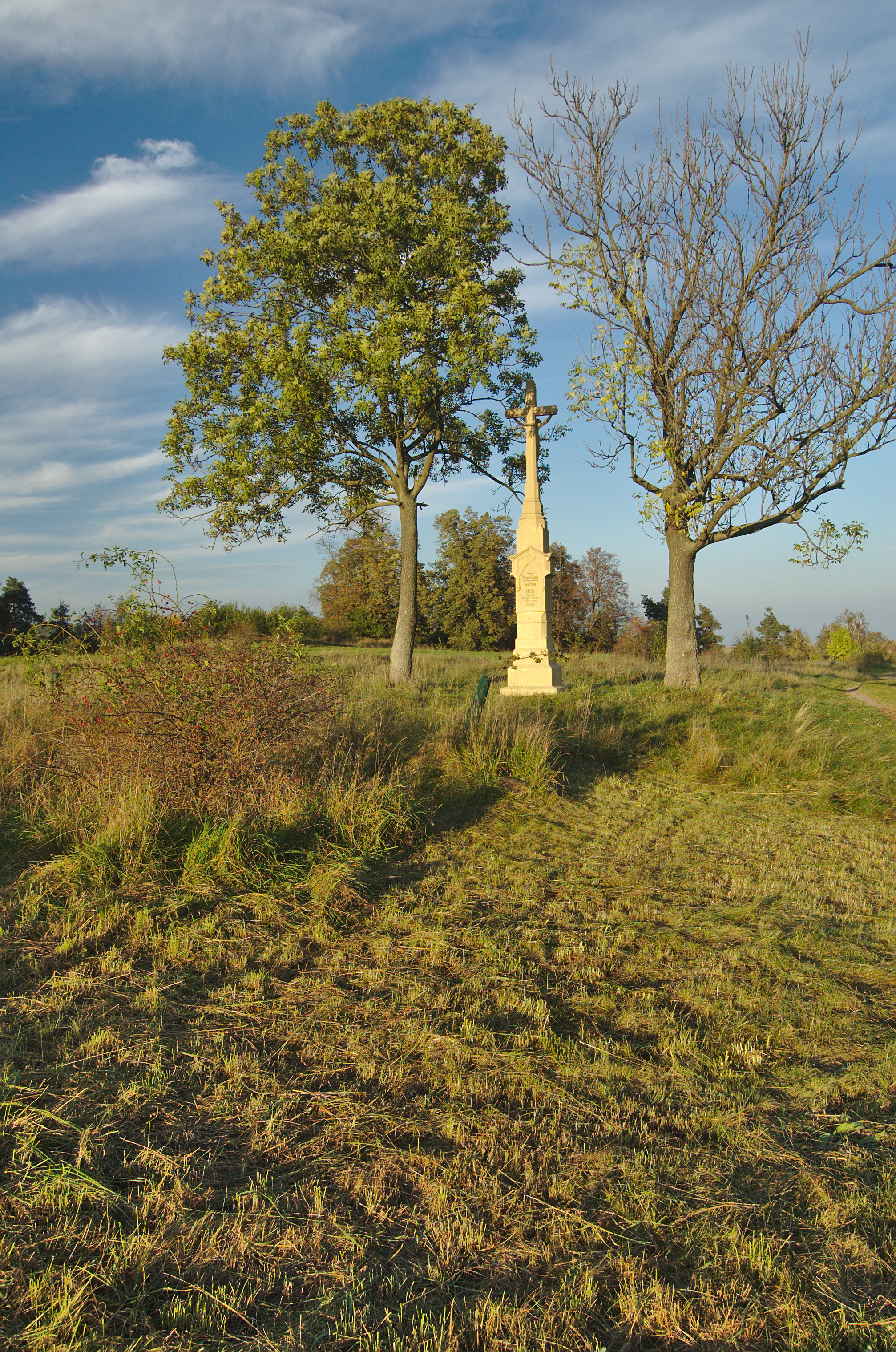
Kříž nad kostelem jihozápadně od obce
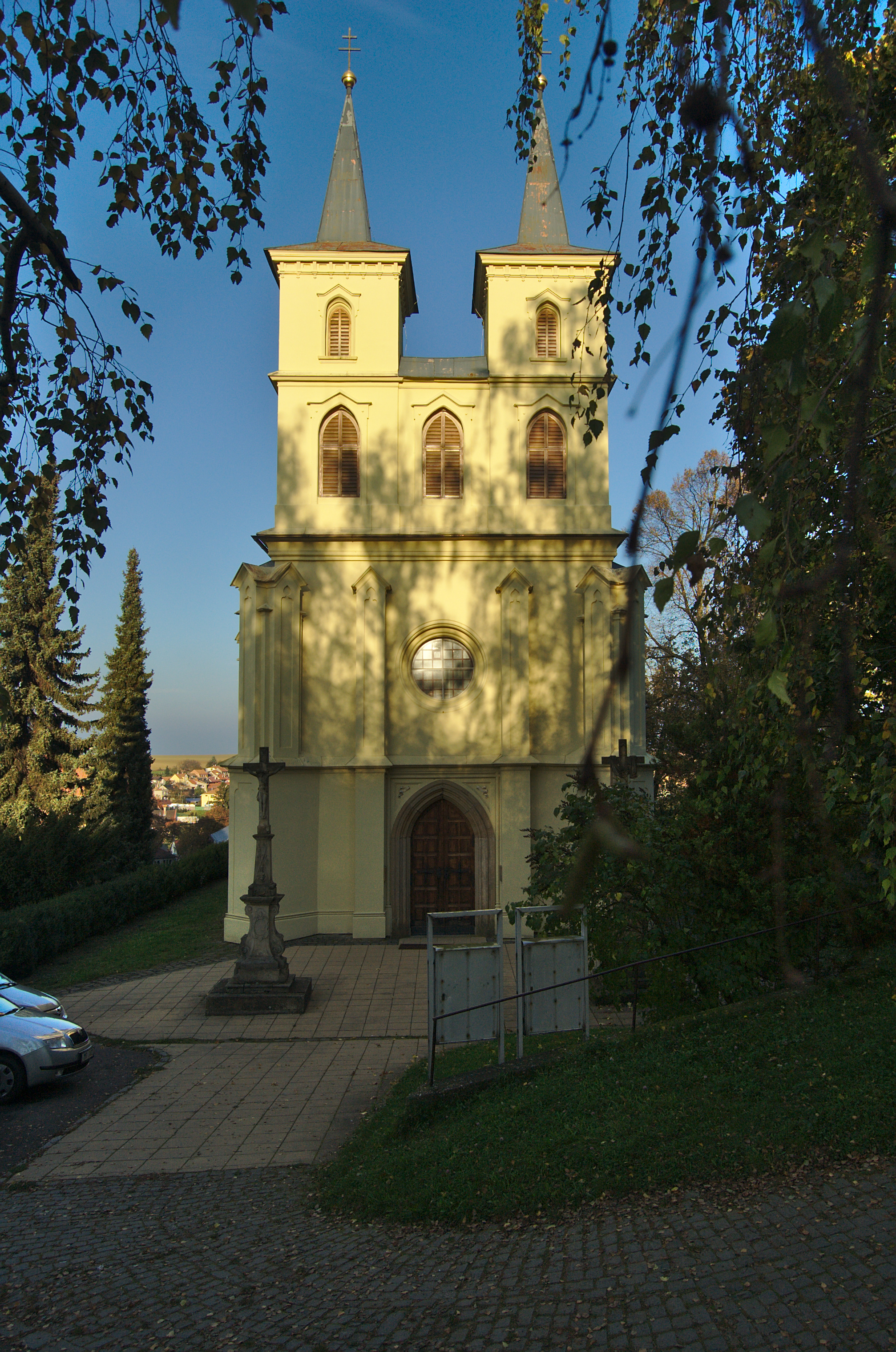
Kostel svatého Michala
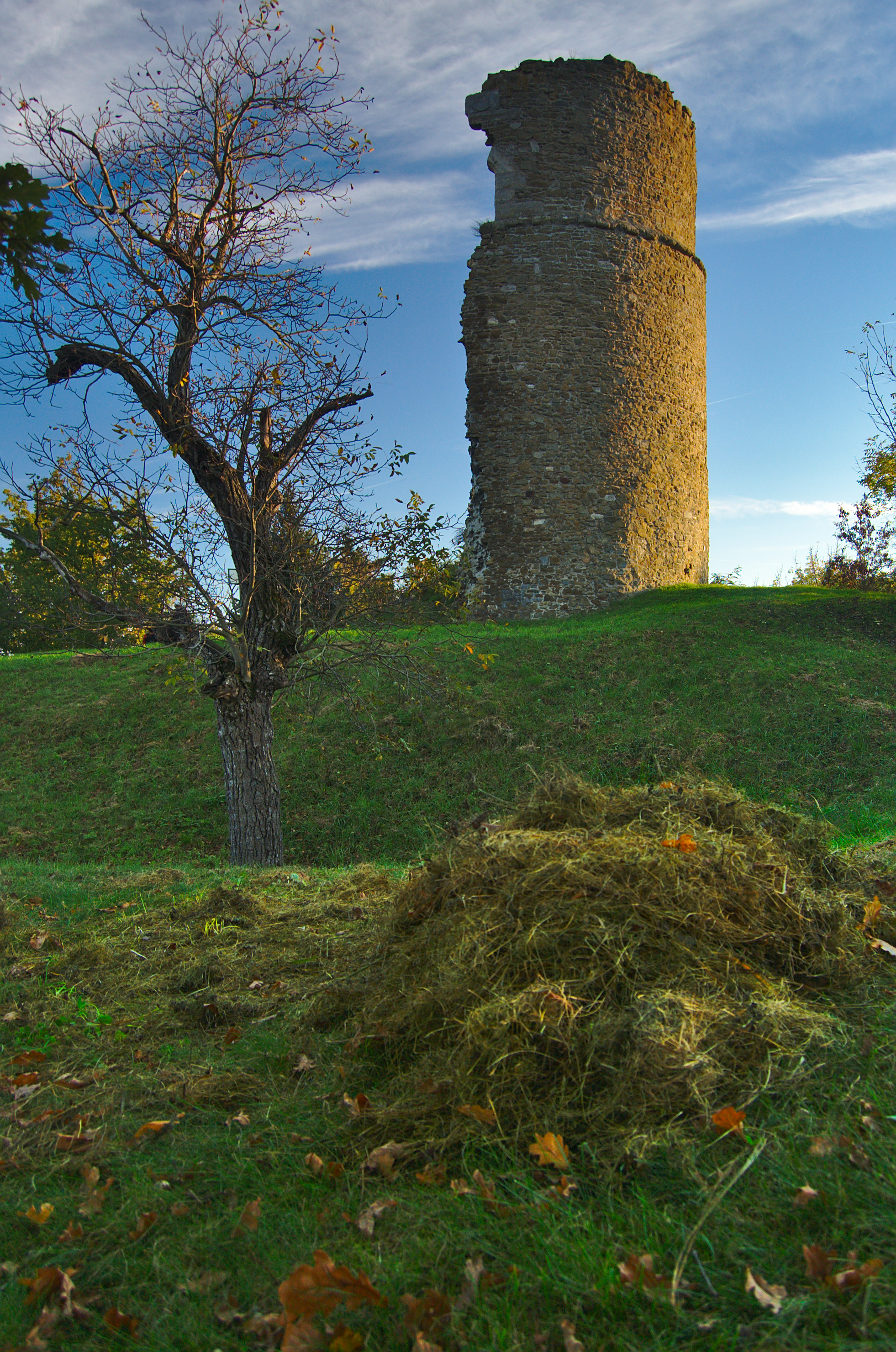
Dolní hrad
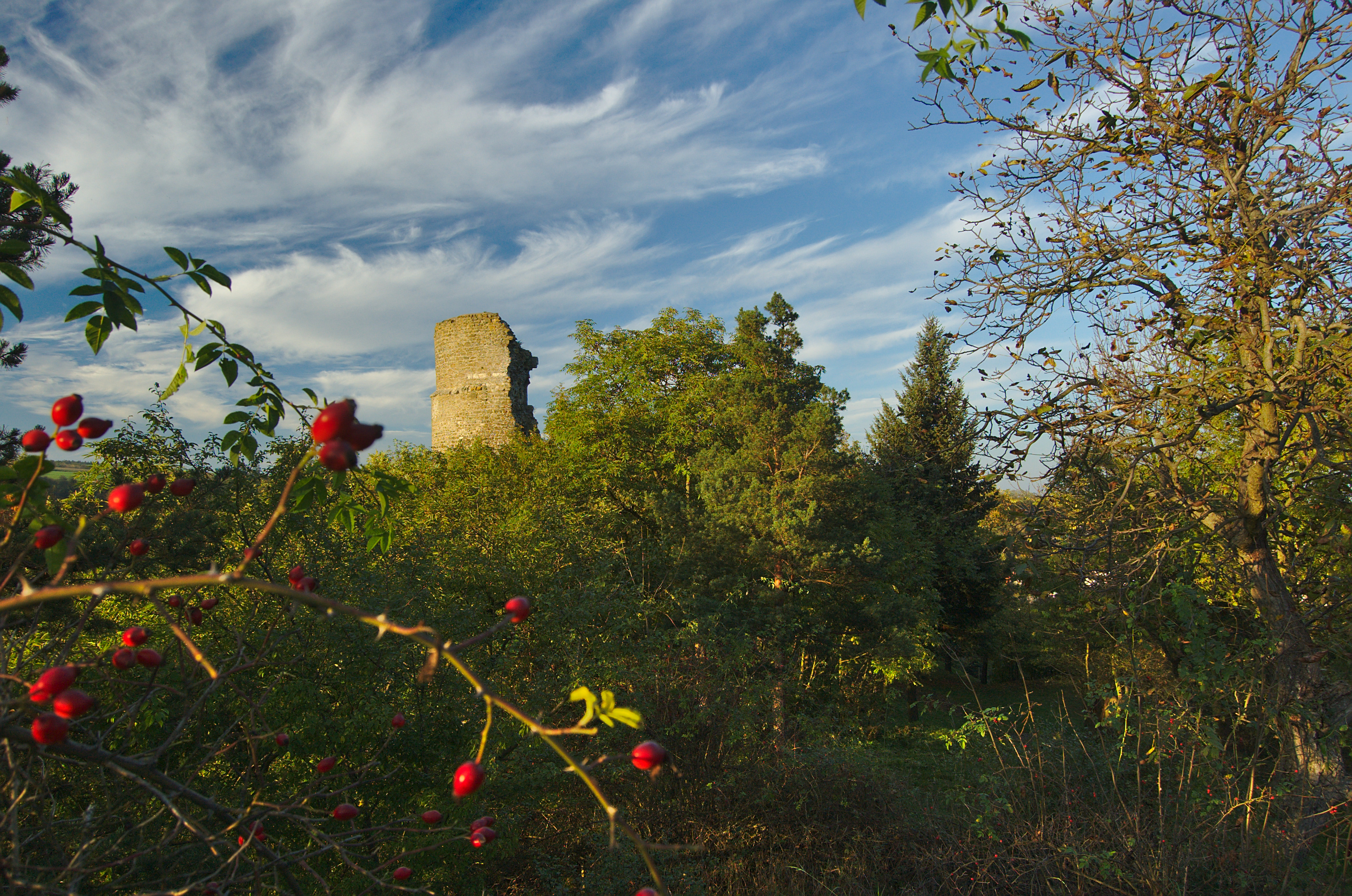
Dolní hrad